# Phoner to Arizona
Phoner to Arizona — первый сингл с альбома The Fall виртуальной британской группы Gorillaz. Записан 3 декабря 2010 года в Квебеке, Канада во время тура Escape to Plastic Beach Tour.

## Структура
Трек полностью инструментален и написан Деймоном на его личном IPad.

## Клип
На протяжении всего клипа мелькают фото, сделанные Албарном во время тура Escape to Plastic Beach Tour.
Видео опубликовано на Youtube 22 декабря 2010 года.